# Hada aritzensis
Hada aritzensis är en fjärilsart som beskrevs av Turati 1913. Hada aritzensis ingår i släktet Hada och familjen nattflyn. Inga underarter finns listade i Catalogue of Life.